# Gora Pevcova
Gora Pevcova är ett berg i Antarktis. Det ligger i Östantarktis. Australien gör anspråk på området. Toppen på Gora Pevcova är 734 meter över havet.
Terrängen runt Gora Pevcova är huvudsakligen platt, men norrut är den kuperad.  Trakten är obefolkad. Det finns inga samhällen i närheten.